# Gare du Val de Fontenay
Pour les articles homonymes, voir Gare de Fontenay.
La gare du Val de Fontenay est une gare ferroviaire française de la commune de Fontenay-sous-Bois (Val-de-Marne).
Elle comprend une gare souterraine de la Régie autonome des transports parisiens (RATP), desservie par les trains de la ligne A du RER et, au-dessus de celle-ci, une gare aérienne de la Société nationale des chemins de fer français (SNCF), desservie par les trains de la ligne E du RER.
Une rénovation est en projet en lien avec la desserte envisagée par la ligne 1 du tramway d'Île-de-France et par les lignes 1 et 15 du métro de Paris.

## Histoire
La gare du Val de Fontenay est ouverte par la RATP le 8 décembre 1977 afin de desservir la ZUP de la commune de Fontenay-sous-Bois à l'occasion de l'inauguration du RER A jusqu'à Noisy-le-Grand. Le lendemain, c'est la SNCF qui ouvre sa gare sur la ligne de Paris-Est à Mulhouse-Ville. Elle porte le nom d'un quartier de la commune de Fontenay-sous-Bois. Elle est alors desservie par le RER A de la RATP et par les trains de la banlieue Est de la SNCF effectuant le trajet entre la gare de Paris-Est et Nogent - Le Perreux. Le 30 août 1999, les trains de banlieue sont remplacés par le RER E, avec des missions circulant entre Haussmann - Saint-Lazare et Villiers-sur-Marne - Le Plessis-Trévise. La gare reste cependant desservie par les trains de banlieue de la gare de l'Est, grâce aux arrêts des missions Gare de l'Est - Gretz-Armainvilliers ou Tournan. Le 14 décembre 2003, ces trains sont eux-aussi intégrés au RER E et effectuent alors des missions Haussmann - Saint-Lazare - Tournan. Depuis cette date, la gare n'est plus desservie que par les deux lignes de RER.
La gare du Val de Fontenay accueille plus de 30 000 voyageurs par jour. En 2011, elle a été fréquentée par 11 369 665 voyageurs, ce qui fait d'elle la première en termes de fréquentation sur toutes les branches RATP du RER A. En 2017, la fréquentation passe à 16 922 056 voyageurs. En 2019, selon la RATP, elle baisse pour atteindre 14 295 323 voyageurs, alors que pour la SNCF, elle augmente pour atteindre 17 693 555 voyageurs.
Créée dans les années 1970 en bordure d’une zone à urbaniser en priorité (ZUP), la gare est devenue, durant la décennie 2010, le principal pôle multimodal de l’Est parisien, seul celui de La Défense la surpassant dans la région. Ses infrastructures supportent mal ses 100 000 voyageurs quotidiens, chiffre qui devrait encore fortement augmenter avec l'arrivée des lignes 1 et 15 du métro et du prolongement du tramway T1.

## Situation ferroviaire
Située sur deux niveaux, elle est desservie par la ligne A du RER, en souterrain, sur la branche A4 de Marne-la-Vallée - Chessy qui sort du tunnel de Fontenay et par la ligne E sur la branche E4 de Tournan, en surface. Les voies de la ligne E se trouvent enserrées par l'autoroute A86 qui oblige à descendre et transiter sur le quai du RER A pour rallier les quais du RER E vers les sorties.

### RER A
Établie au niveau inférieur, sous les voies SNCF, la gare RATP du Val de Fontenay est la première gare sur la branche de Marne-la-Vallée - Chessy, située au point kilométrique (PK) 34,422, avant la gare de Neuilly-Plaisance, et après la gare de Vincennes, dernière gare du tronc commun.

### RER E
Établis à 62 m d'altitude, les quais de la gare SNCF du Val de Fontenay sont situées au point kilométrique (PK) 14,490 de la ligne de Paris-Est à Mulhouse-Ville, entre les gares de Rosny-sous-Bois et de Nogent - Le Perreux.
Depuis l'extérieur de la gare, les quais du RER E ne sont accessibles qu'en passant par ceux du RER A en empruntant des escaliers fixes ou mécaniques. Cela rend donc le RER E, dans cette gare, inaccessible aux utilisateurs de fauteuil roulant (UFR). La gare du RER E doit faire face depuis plusieurs années à l'augmentation du nombre de voyageurs, mais surtout du vieillissement des infrastructures qui deviennent inadaptés surtout au niveau des quais, qui paraissent étroits, ce qui peut représenter un risque pour les voyageurs en cas de forte affluence, mais surtout lors des passages de trains sans arrêt qui sont très fréquents sur cette gare, comme dans les autres gares de la ligne, ce qui fait vraiment peur aux usagers, tout ceci donne à la gare une triste réputation de gare dangereuse .

## Service aux voyageurs

### Accès
La gare comporte 5 accès :
- l'accès no 1 « avenue du Val de Fontenay » ;
- l'accès no 2 « sentier du Bois de l'Aulnay - Centre commercial » ;
- l'accès no 3 « rue du Bois Galon » ;
- l'accès no 4 « quartier des Alouettes » ;
- l'accès no 5 « sentier du Noyer Baril ».

Accès à la gare
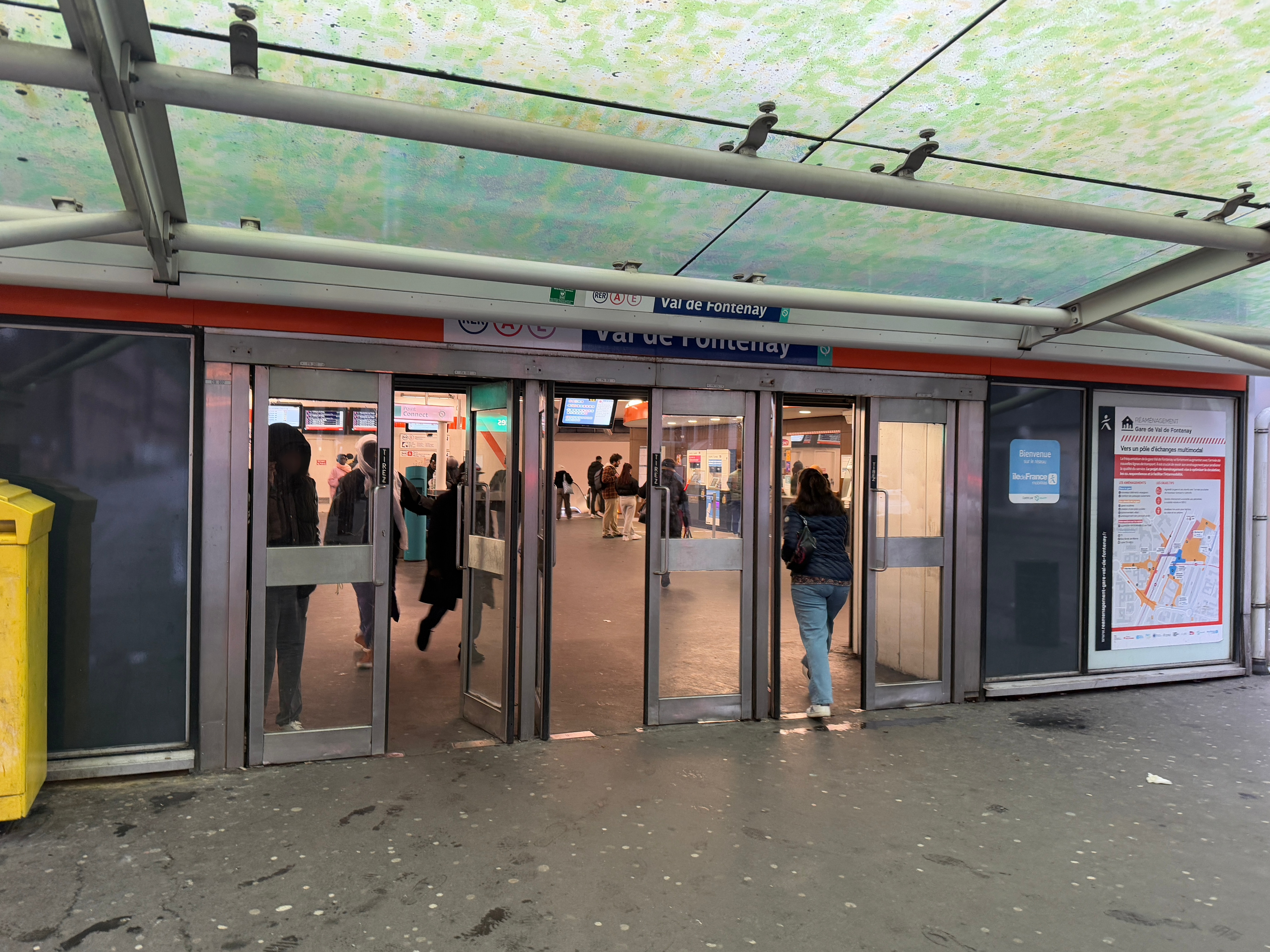
L'accès no 1 « Avenue du Val de Fontenay ».
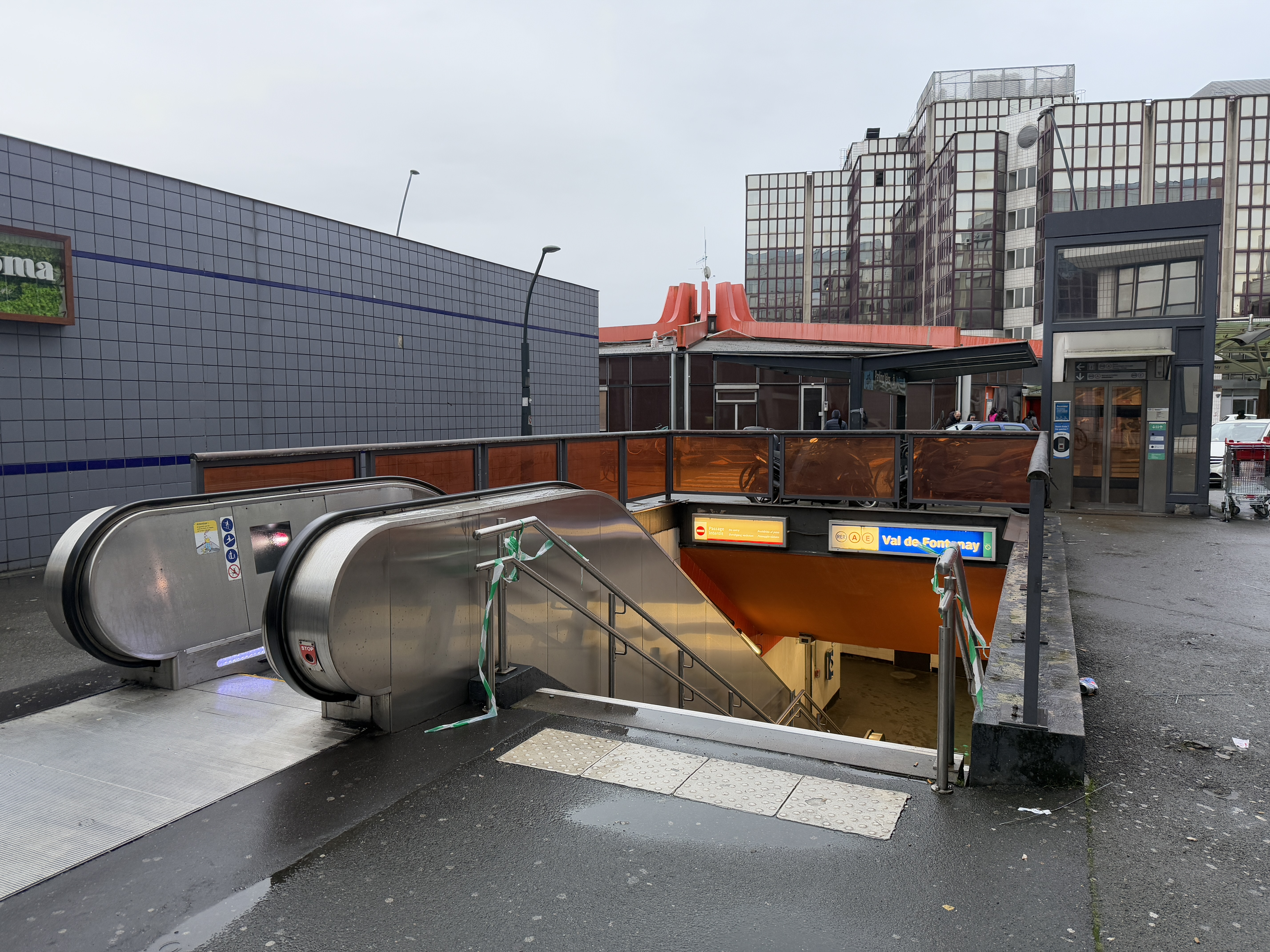
L'accès no 2 « Sentier du Bois de l'Aulnay ».
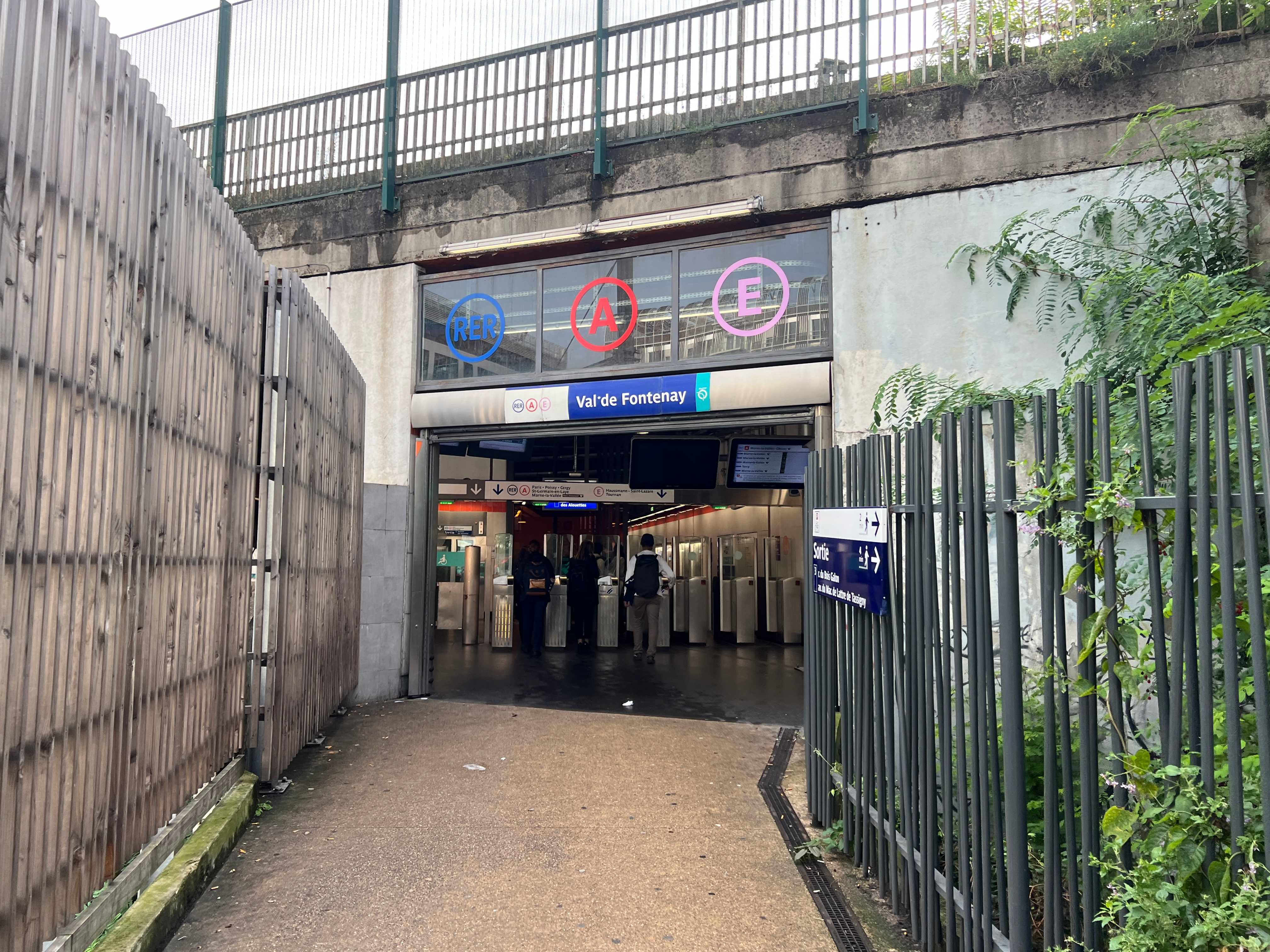
L'accès no 3 « Rue du Bois Galon ».
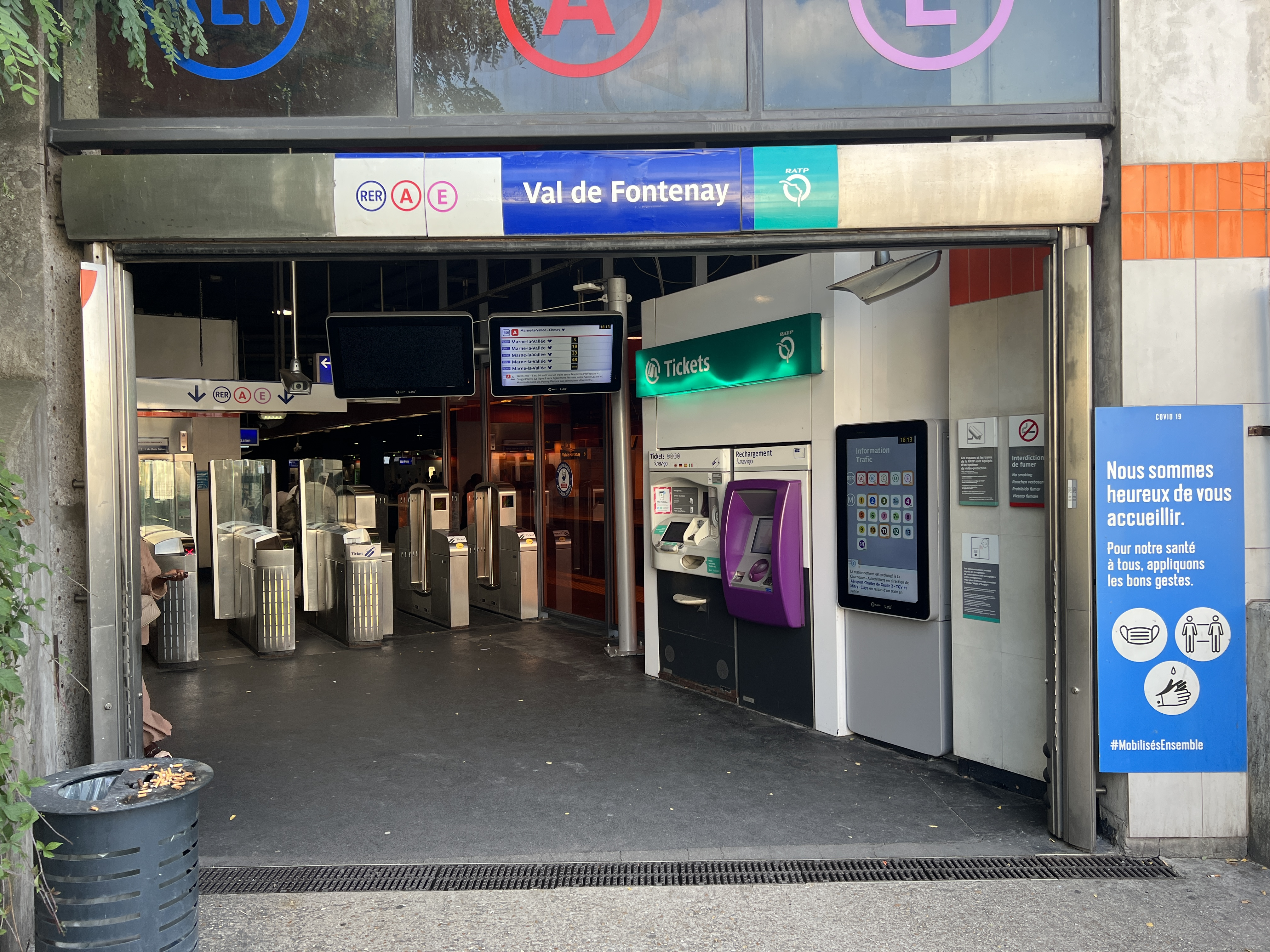
L'accès no 4 « Quartier des Alouettes ».
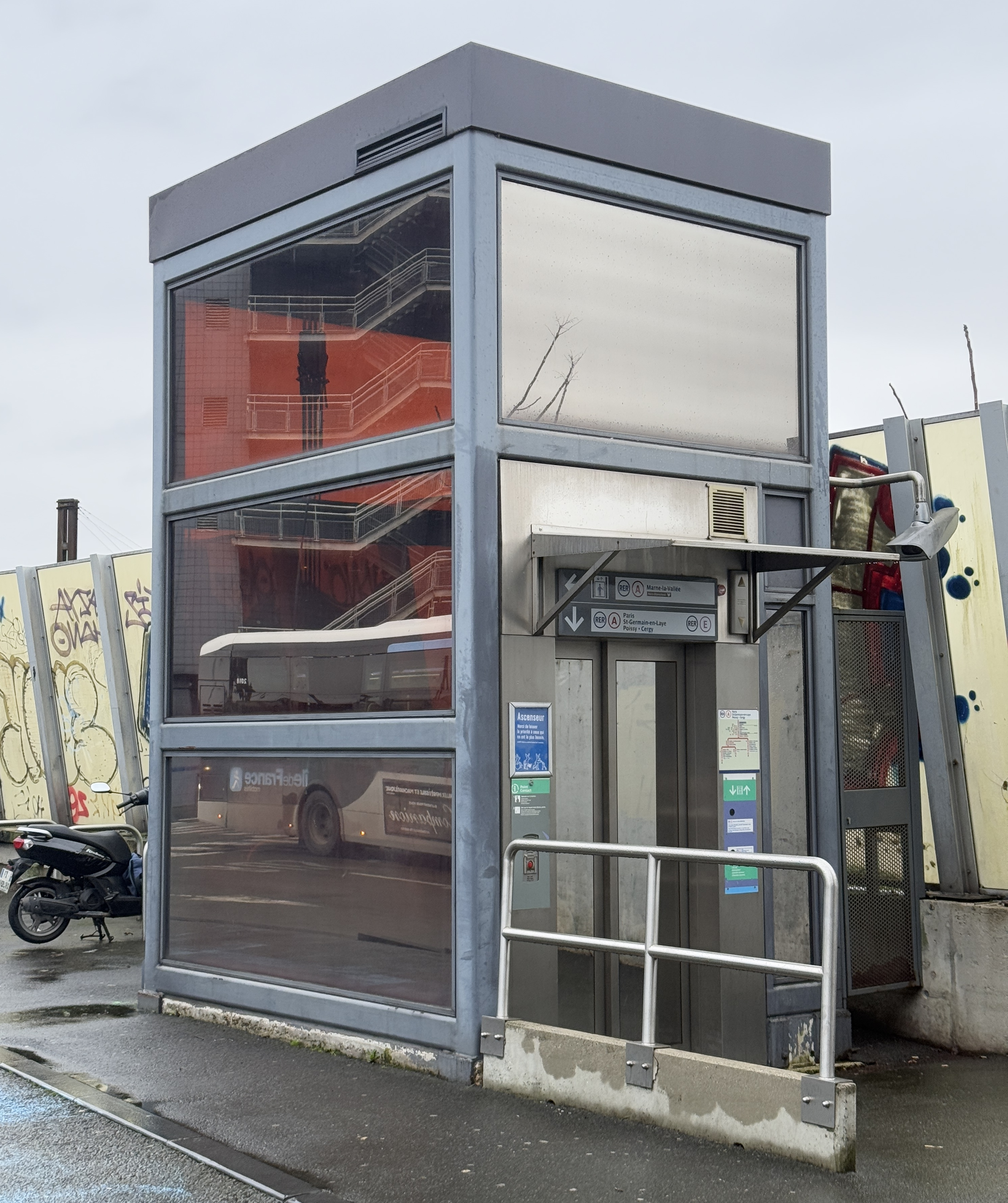
L'accès no 5 « Sentier du Noyer Baril ».

### Desserte

#### RER A
La gare du Val de Fontenay, tout comme celle de Noisy-le-Grand-Mont d'Est, est desservie par tous les trains circulant sur cette branche, contrairement à toutes les autres gares de la branche qui voient certains trains ne pas s'y arrêter. Elle est desservie à raison (par sens) d'un train toutes les 10 minutes le samedi et le dimanche et de 12 à 18 trains par heure aux heures de pointe et d'un train toutes les 15 minutes en soirée.
Depuis le 16 décembre 2013, aux heures creuses, Val de Fontenay est desservie par 9 trains par heure dans chaque sens, soit un train toutes les six minutes (au lieu de 12 trains par heure, auparavant). Dans le sens Ouest-Est, les trains en provenance de Poissy, ayant pour ancien terminus la gare de Noisy-le-Grand-Mont d'Est, sont prolongés jusqu'à Torcy. Les trains en direction de Marne-la-Vallée - Chessy, sont directs jusqu'à Noisy-le-Grand-Mont d'Est ou semi-direct jusqu'à Torcy. Aux heures de pointe, les trains ayant pour ancien terminus la gare de Noisy-le-Grand-Mont d'Est sont aussi prolongés jusqu'à Torcy.

#### RER E
Elle est desservie par tous les trains de la ligne E du RER à destination de la Villiers-sur-Marne - Le Plessis-Trévise et de Tournan.
Par sens, six trains par heure aux heures creuses s'y arrêtent (quatre omnibus Villiers-sur-Marne ↔ Rosa-Parks et deux semi-directs Tournan ↔ Rosa-Parks, du lundi au dimanche), de six à huit trains par heure aux heures de pointe (quatre omnibus et deux ou quatre semi-directs) et d'un train toutes les 15 minutes en soirée.

### Intermodalité
La gare est desservie par les lignes 116, 118, 122, 124, 145 et 301 du réseau de bus RATP, par la ligne 702 du réseau de bus Terres d'Envol et par les lignes N34, N71 et N142 du service de bus de nuit Noctilien.
Les correspondances avec les lignes de bus s'effectuent au sein d'une gare routière en service depuis le 18 décembre 2009, conçue pour faciliter la circulation des voyageurs.

## À proximité
- Centre commercial du Val de Fontenay.
- Une sculpture de l'artiste italien Francesco Marino Di Teana, située place du Général-de-Gaulle est visible depuis la gare. Intitulée « Liberté », c'est une sculpture ornementale en acier Corten dont l'aspect oxydé est une patine spécifique. C'est l'une des plus grandes sculptures réalisées en Europe.
- Parmi les nombreux bâtiments édifiés dans le quartier, certains, de la Société générale, ont été conçus par l'architecte brésilien Oscar Niemeyer.
- Office français de protection des réfugiés et apatrides (OFPRA).

## Projets
À terme, la gare du Val de Fontenay va devenir un grand pôle multimodal car elle accueillera en tant que terminus, les prolongements de la ligne 1 du métro, la ligne 1 du tramway et le bus Trans-Val-de-Marne, si les prolongements envisagés sont réalisés.

### Rénovation globale
Une rénovation est envisagée depuis plusieurs années en lien avec les projets engagés. Le DOCP a été approuvé en 2017 puis une concertation s'est tenue par la suite, présentant un scénario aérien et un scénario souterrain. Le scénario souterrain a été préféré.
Le projet final prévoit, pour un coût de 275 millions d'euros (2020) :
- le déplacement d'infrastructures RATP pour 2024 ;
- la création d'un nouveau passage souterrain nord-sud sous les quais du RER A vers l'est, de nouveaux bâtiments voyageurs au nord-est (provisoire) et au sud-est et des liaisons entre le quai 1 du RER A et l'accès ville du nord-ouest pour 2027 ;
- le passage souterrain nord, avec des fonctions urbaines et d'accès au transport, et ses débouchés vers la ville et les quais du RER E (permettant un accès direct sans passer par ceux du RER A), ainsi qu'une réorganisation des lignes de contrôle pour 2030 ;
- un bâtiment nord-est définitif et un réaménagement des quais du RER A et de ses liaisons avec le RER E pour 2033[12].

### Métro
Il est envisagé que la ligne 1 du métro soit prolongée jusqu'au Val de Fontenay, au-delà de Château de Vincennes, son terminus actuel. Ce prolongement passerait par Fontenay-sous-Bois, au niveau du carrefour des Rigollots, afin de mieux desservir le quartier homonyme. Cette nouvelle section de ligne de métro serait une alternative au RER A, permettant de soulager ce dernier qui est saturé.
Val de Fontenay pourrait aussi devenir une station de la ligne 15 du Grand Paris Express. Son architecture est confiée à Explorations Architecture.
Les stations de métro sont envisagées vers le nord-est, entre la gare actuelle des RER et l'avenue du Maréchal-de-Lattre-de-Tassigny du futur T1. La mutualisation des points d'arrêts des lignes 1 et 15 est étudiée,.

### Tramway
La gare du Val de Fontenay sera en correspondance avec le prolongement de la ligne T1 depuis la gare de Noisy-le-Sec dont la mise en service était prévue à l'horizon 2024 a été reportée à 2029. Ce prolongement sera exploité à raison d'un tramway toutes les quatre minutes aux heures de pointe et toutes les six minutes aux heures creuses.
La station sera sur l'avenue du Maréchal-de-Lattre-de-Tassigny, éloignée de 350 à 450 mètres des gares RER actuelles.

### Trans-Val-de-Marne
À long terme, la gare du Val de Fontenay accueillerait le terminus de la deuxième branche orientale d'une ligne de bus à haut niveau de service et en site propre, en provenance de la gare de Saint-Maur - Créteil, le Trans-Val-de-Marne. Ce projet permettrait de faciliter les déplacements au cœur du département du Val-de-Marne.

### Bords de Marne
Un projet de nouvelle ligne de bus à haut niveau de service vise à relier le pôle du Val de Fontenay aux gares de Chelles - Gournay du RER E et de Neuilly-Plaisance du RER A. Cette nouvelle ligne nommée Bords de Marne reprendrait le tracé de la ligne de bus 113 pour but de relier les modes de transports lourds existants et futurs des pôles qui accueilleraient les futures lignes 15 et 16 du métro ainsi que les prolongements de la ligne 1 du métro et de la ligne T1.

## Galerie de photographies

Hall et quais
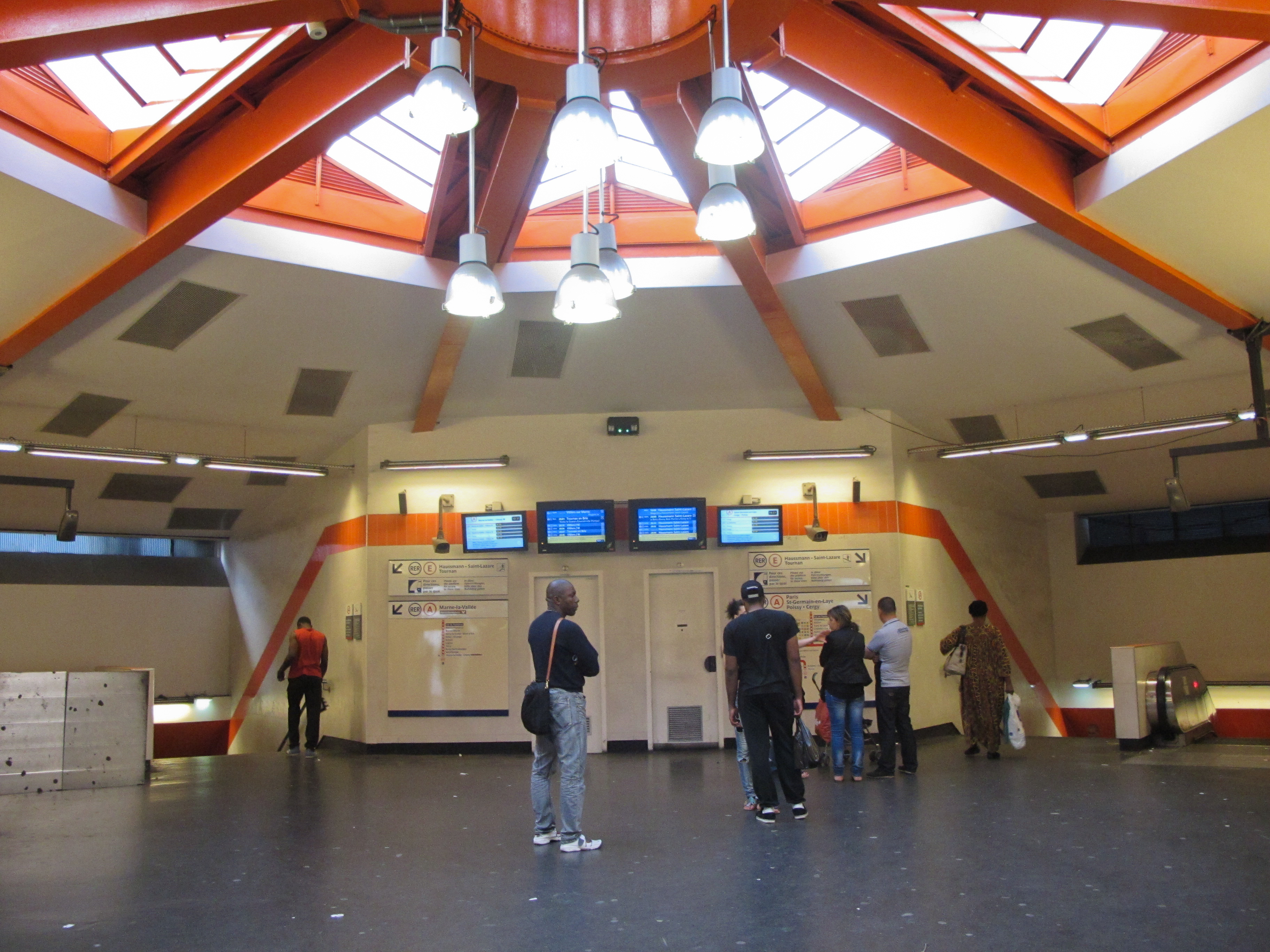
Hall de la gare (avec accès aux quais du RER A).
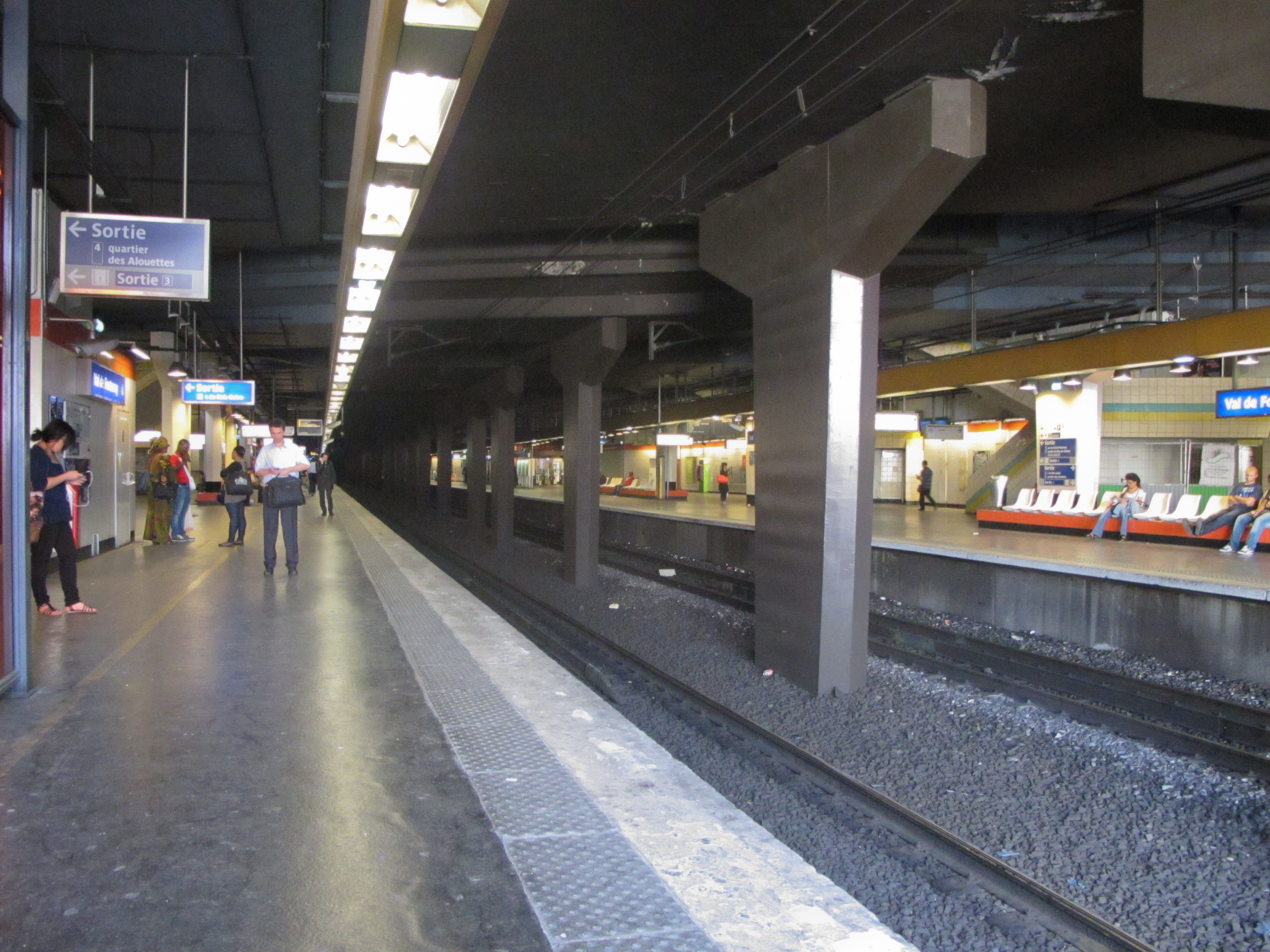
Quai du RER A (extrémité est, direction Paris).
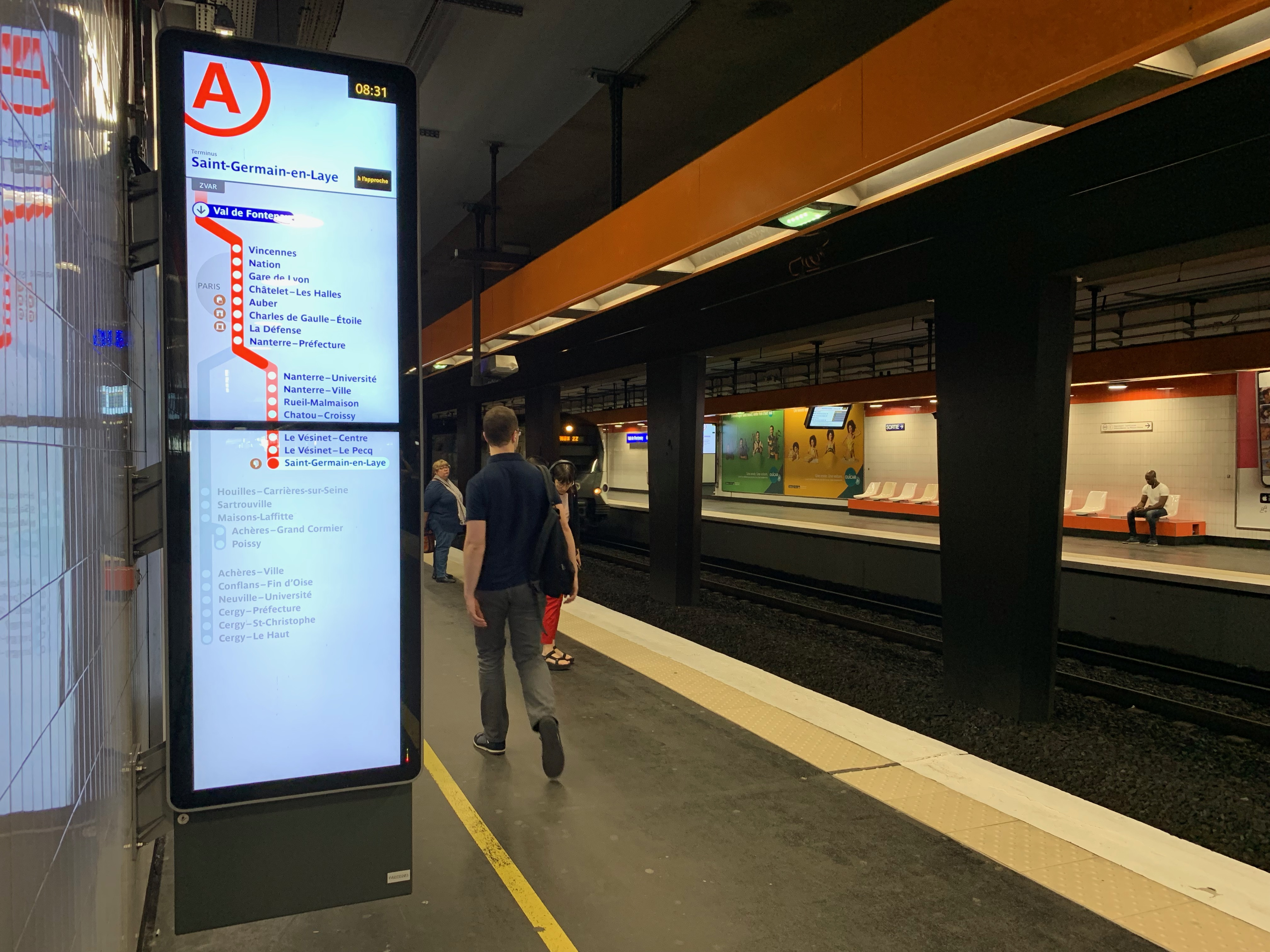
Quai du RER A (direction Paris) avec panneau indicateur de desserte.
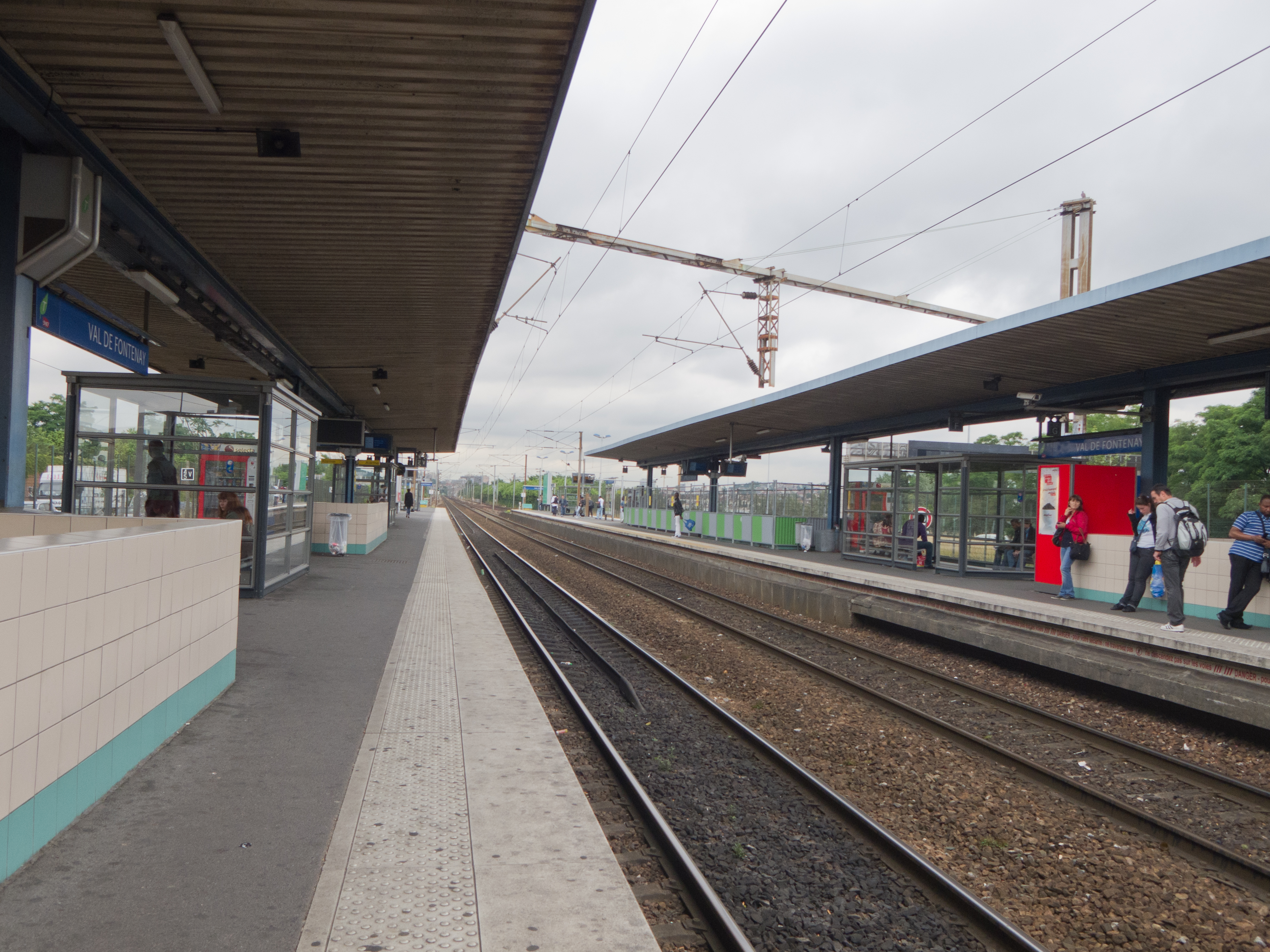
Quai du RER E (direction Paris, en regardant vers le nord).

Accès
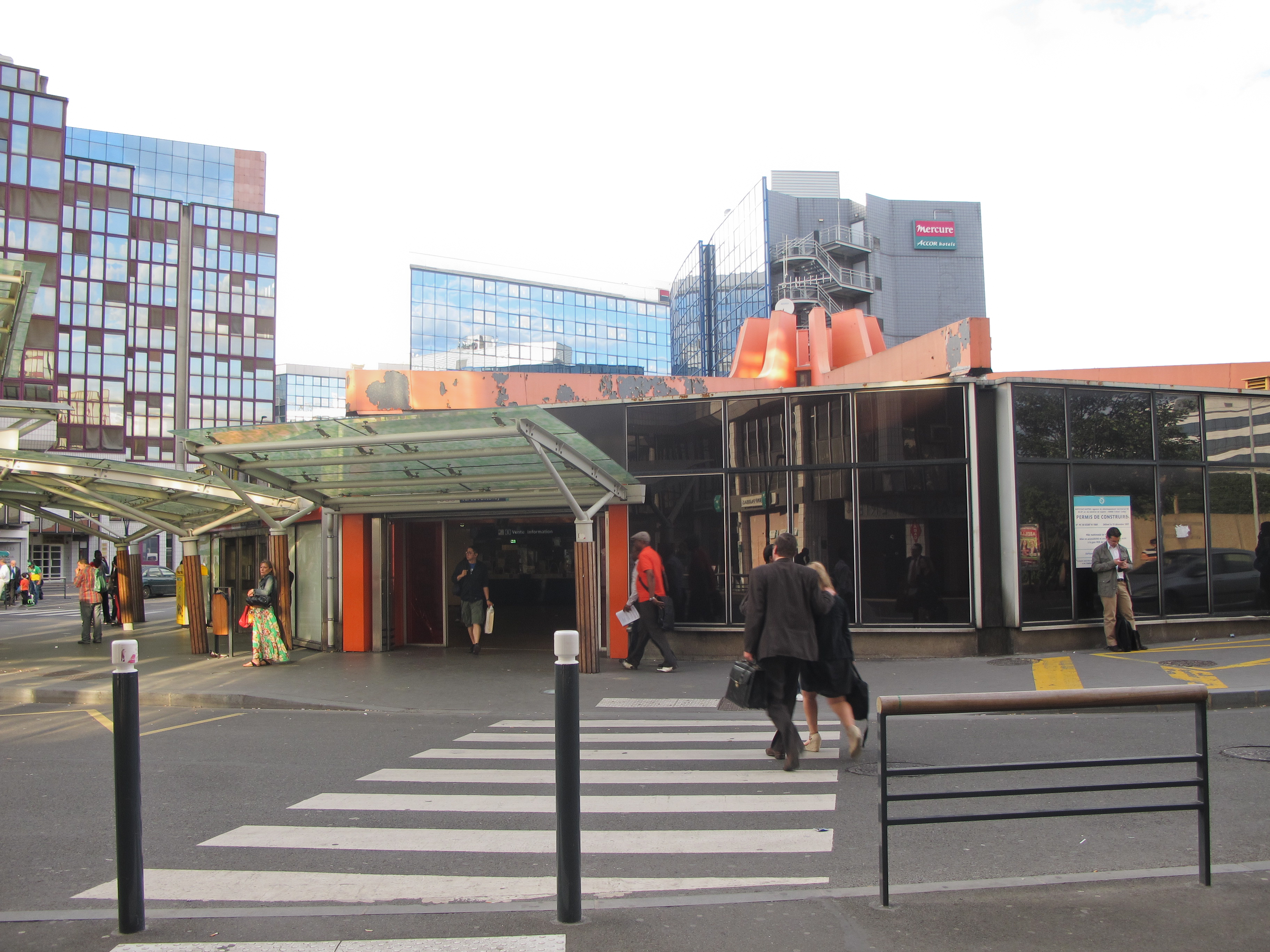
Accès Gare Routière.
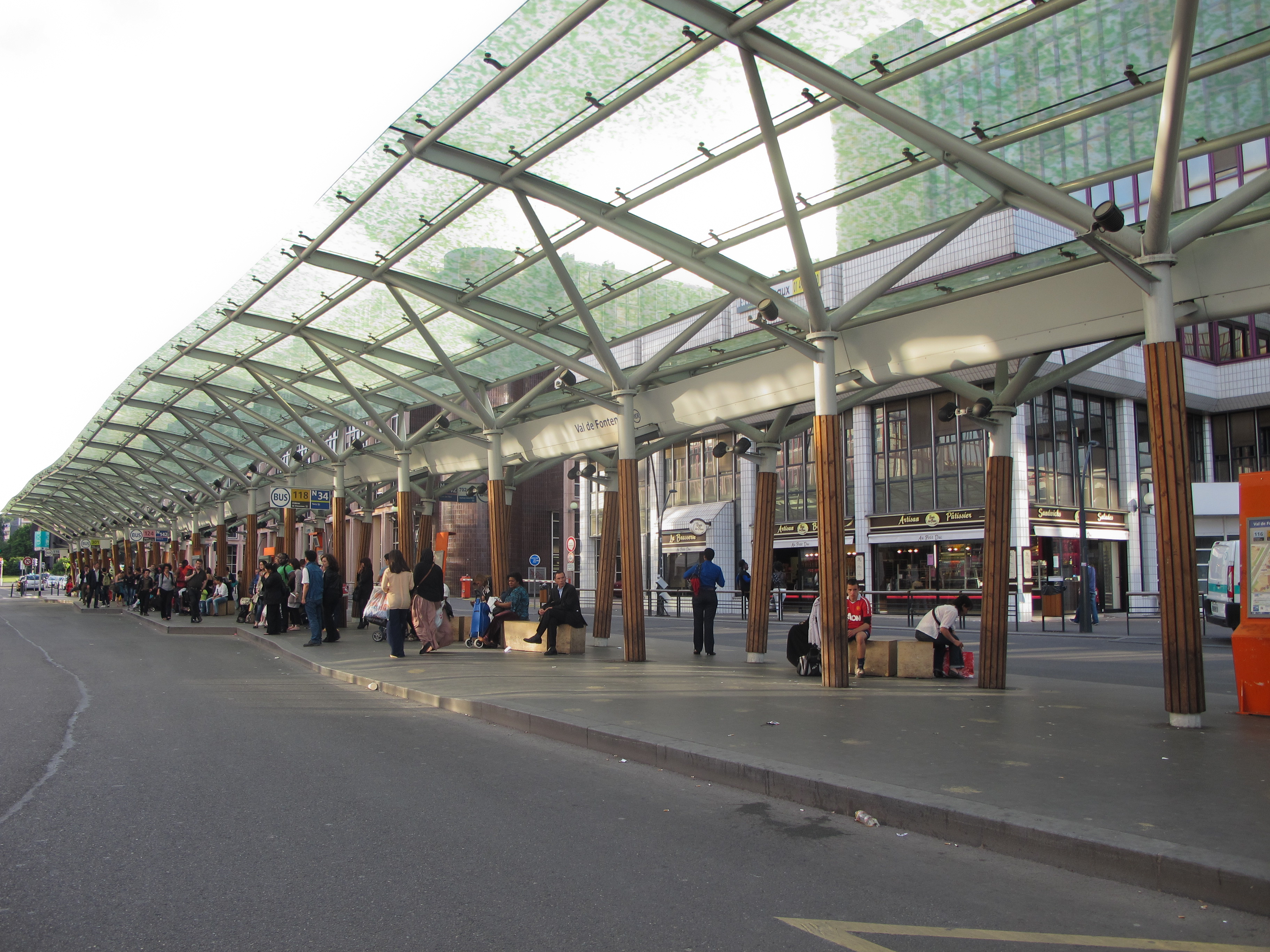
Gare routière vue depuis l'accès principal.
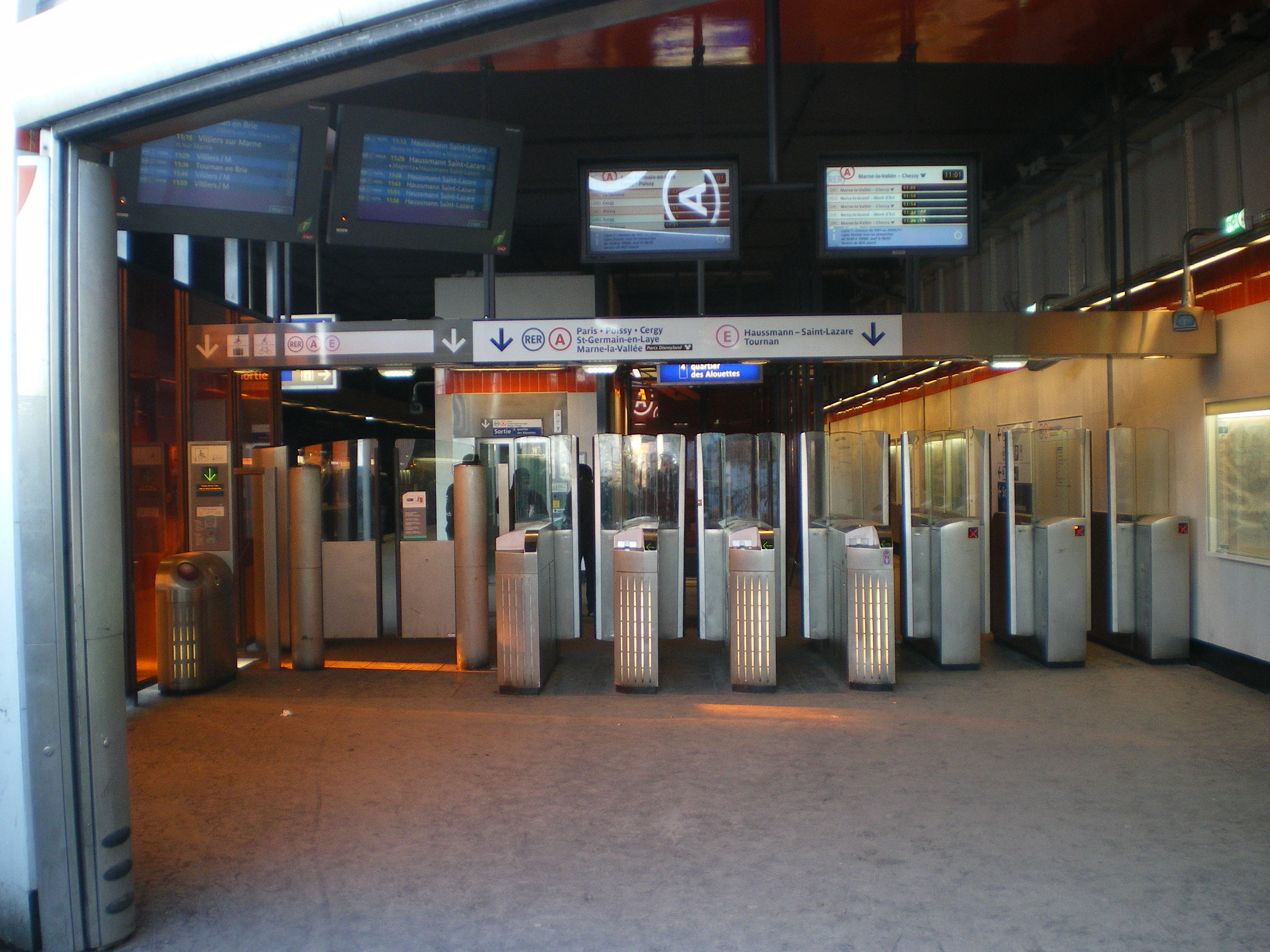
Accès ZA Péripôle - Bois Galon (donnant sur le quai Chessy).
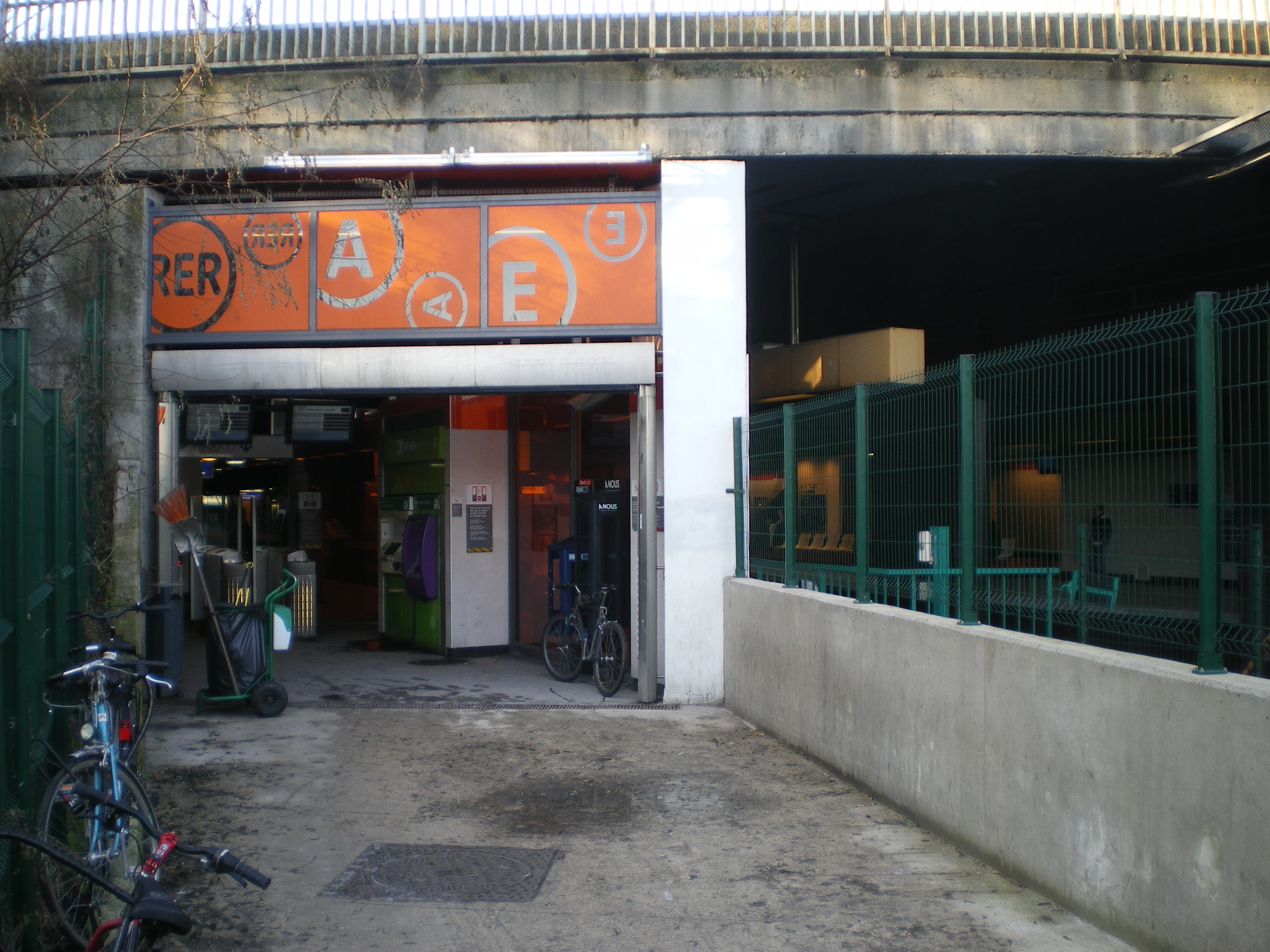
Accès Quartier des Alouettes (donnant sur le quai Paris).